# Quesques
Quesques é uma comuna francesa na região administrativa de Altos da França, no departamento de Pas-de-Calais. Estende-se por uma área de 13,73 km². Em 2010 a comuna tinha 684 habitantes (densidade: 49,8 hab./km²).